# Oisy (Nord)
Pour les articles homonymes, voir Oisy.
Oisy est une commune française située dans le département du Nord, en région Hauts-de-France.

## Géographie

### Communes limitrophes
| Bellaing |                        |       |
| Haveluy  | Oisy                   | Hérin |
| Denain   | Wavrechain-sous-Denain |       |

### Hydrographie

#### Réseau hydrographique
La commune est située dans le bassin Artois-Picardie. Elle est drainée par le Long Coron,.

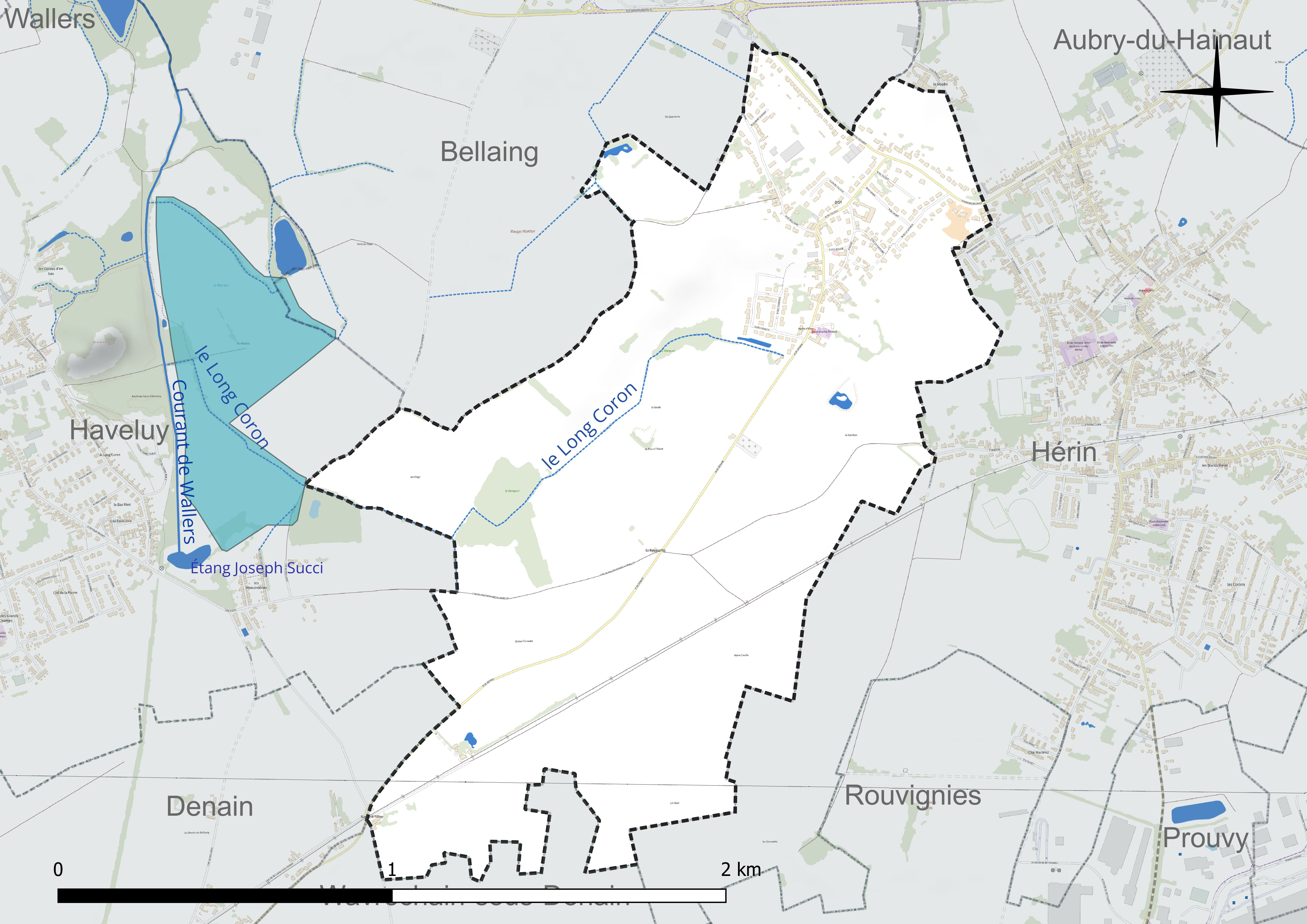
Réseau hydrographique d'Oisy.

#### Gestion et qualité des eaux
Le territoire communal est couvert par le schéma d'aménagement et de gestion des eaux (SAGE) « Scarpe aval ». Ce document de planification concerne un territoire de 624 km2 de superficie, délimité par le bassin versant de la Scarpe aval, comprenant la Pévèle, la plaine de la Scarpe et le bassin minier avec l'Ostrevent. Le périmètre a été arrêté le 18 mars 1997 et le SAGE proprement dit a été approuvé le 12 mars 2009, puis révisé le 5 juillet 2021. La structure porteuse de l'élaboration et de la mise en œuvre est le parc naturel régional Scarpe-Escaut. 
La qualité des cours d'eau peut être consultée sur un site dédié géré par les agences de l'eau et l'Agence française pour la biodiversité. 

### Climat
Pour des articles plus généraux, voir Climat des Hauts-de-France et Climat du Nord.
En 2010, le climat de la commune est de type climat océanique dégradé des plaines du Centre et du Nord, selon une étude du CNRS s'appuyant sur une série de données couvrant la période 1971-2000. En 2020, Météo-France publie une typologie des climats de la France métropolitaine dans laquelle la commune est dans une zone de transition entre le climat océanique et le climat océanique altéré et est dans la région climatique  Nord-est du bassin Parisien, caractérisée par un ensoleillement médiocre, une pluviométrie moyenne régulièrement répartie au cours de l'année et un hiver froid (3 °C). 
Pour la période 1971-2000, la température annuelle moyenne est de 10,5 °C, avec une amplitude thermique annuelle de 14,8 °C. Le cumul annuel moyen de précipitations est de 727 mm, avec 11,7 jours de précipitations en janvier et 9,7 jours en juillet. Pour la période 1991-2020, la température moyenne annuelle observée sur la station météorologique la plus proche, située sur la commune de Valenciennes à 6 km à vol d'oiseau, est de 11,0 °C et le cumul annuel moyen de précipitations est de 694,1 mm,. Pour l'avenir, les paramètres climatiques de la commune estimés pour 2050 selon différents scénarios d'émission de gaz à effet de serre sont consultables sur un site dédié publié par Météo-France en novembre 2022.

## Urbanisme

### Typologie
Au 1er janvier 2024, Oisy est catégorisée ceinture urbaine, selon la nouvelle grille communale de densité à sept niveaux définie par l'Insee en 2022.
Elle appartient à l'unité urbaine de Valenciennes (partie française), une agglomération internationale regroupant 56  communes, dont elle est une commune de la banlieue,,. Par ailleurs la commune fait partie de l'aire d'attraction de Valenciennes (partie française), dont elle est une commune de la couronne,. Cette aire, qui regroupe 102 communes, est catégorisée dans les aires de 200 000 à moins de 700 000 habitants,.

### Occupation des sols
L'occupation des sols de la commune, telle qu'elle ressort de la base de données européenne d'occupation biophysique des sols Corine Land Cover (CLC), est marquée par l'importance des territoires agricoles (85 % en 2018), en diminution par rapport à 1990 (89,2 %). La répartition détaillée en 2018 est la suivante : 
terres arables (78,2 %), zones urbanisées (15 %), prairies (6,8 %). L'évolution de l'occupation des sols de la commune et de ses infrastructures peut être observée sur les différentes représentations cartographiques du territoire : la carte de Cassini (XVIIIe siècle), la carte d'état-major (1820-1866) et les cartes ou photos aériennes de l'IGN pour la période actuelle (1950 à aujourd'hui).

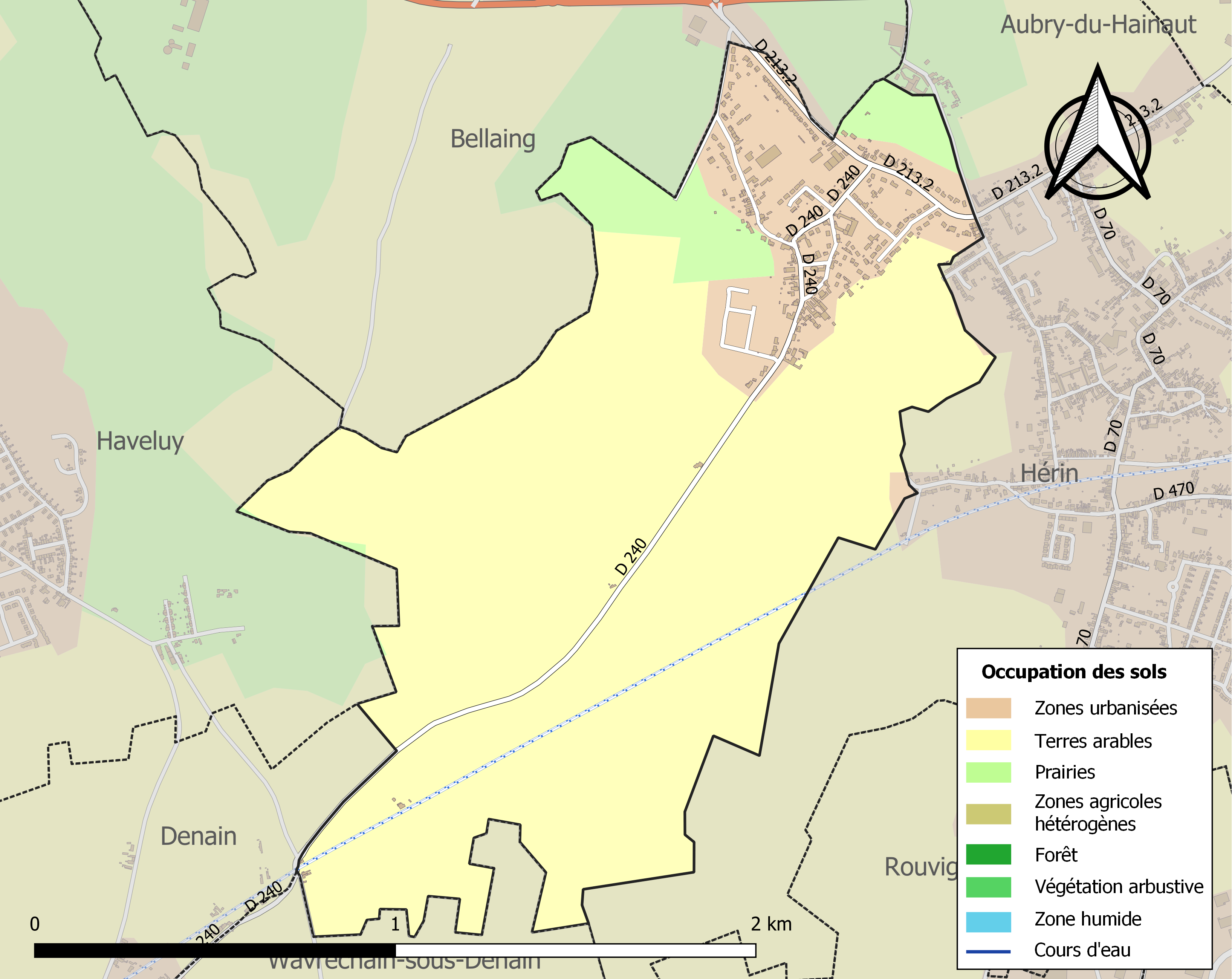
Carte des infrastructures et de l'occupation des sols de la commune en 2018 (CLC).

### Voies de communications et transports
La commune est desservie par la ligne 110 du réseau Transvilles.

## Histoire

### Héraldique
| Armes d'Oisy | Les armes de la commune d'Oisy se blasonnent ainsi : Écartelé : aux 1 et 4, d'argent à la fasce de sable ; aux 2 et 3, d'or à la croix ancrée de sable. |

## Politique et administration

### Liste des maires successifs
| Identité                                              | Période       | Période                                     | Durée            | Étiquette         |
| Identité                                              | Début         | Fin                                         | Durée            | Étiquette         |
| ----------------------------------------------------- | ------------- | ------------------------------------------- | ---------------- | ----------------- |
| Charles Louis Duez (d)                                | années 1800   | 1816                                        |                  |                   |
| Jean-François Caron (d)                               | 1816          | 1821                                        | 5 ans            |                   |
| Charles Jolÿ (d)                                      | 1821          | 1830                                        | 9 ans            |                   |
| Jean-François Caron (d)                               | 1830          | 1830                                        | moins d’un an    |                   |
| Nicolas Joseph Miroux (d)                             | 1830          | 1837                                        | 7 ans            |                   |
| Charles-François Pillion (d)                          | 1838          | 1854                                        | 16 ans           |                   |
| Par intérim : Nicolas Joseph Miroux (d)               | 1855          | 1855                                        | moins d’un an    |                   |
| Palmyre Miroux (d) (30 juin 1829 - 23 septembre 1893) | 1855          | 1858                                        | 3 ans            |                   |
| Pierre-Marie Manbré (d) (mort le 27 mars 1868)        | 1858          | 27 mars 1868 (mort en cours de mandat)      | 10 ans           |                   |
| Palmyre Miroux (d) (30 juin 1829 - 23 septembre 1893) | mai 1868      | janvier 1881                                | 12 ans et 8 mois |                   |
| François Pluchart (d)                                 | janvier 1881  | mai 1892                                    | 11 ans et 4 mois |                   |
| Palmyre Miroux (d) (30 juin 1829 - 23 septembre 1893) | mai 1892      | 23 septembre 1893 (mort en cours de mandat) | 1 an et 4 mois   |                   |
| Louis-Désiré Pillion (d)                              | novembre 1893 | mai 1904                                    | 10 ans et 6 mois |                   |
| Louis Miroux (d) (né le 20 octobre 1862)              | mai 1904      | années 1910                                 |                  |                   |
| Louis Miroux II (d) (né au XXe siècle)                | XXe siècle    | XXe siècle                                  |                  |                   |
| Léon Lobry (d) (5 juillet 1941 - 20 avril 2019)       | mars 2001     | mars 2008                                   | 7 ans            |                   |
| Monique Carbonnelle (d)                               | mars 2008     | mars 2014                                   | 6 ans            | apparenté PCF (d) |
| Bruno Lejeune (d), (né le 19 avril 1956)              | mars 2014     | En cours                                    | 11 ans et 5 mois |                   |

### Instances judiciaires et administratives
La commune relève du tribunal d'instance de Valenciennes, du tribunal de grande instance de Valenciennes, de la cour d'appel de Douai, du tribunal pour enfants de Valenciennes, du conseil de prud'hommes de Valenciennes, du tribunal de commerce de Valenciennes, du tribunal administratif de Lille et de la cour administrative d'appel de Douai.

## Population et société

### Démographie

#### Évolution démographique
L'évolution du nombre d'habitants est connue à travers les recensements de la population effectués dans la commune depuis 1800. Pour les communes de moins de 10 000 habitants, une enquête de recensement portant sur toute la population est réalisée tous les cinq ans, les populations de référence des années intermédiaires étant quant à elles estimées par interpolation ou extrapolation. Pour la commune, le premier recensement exhaustif entrant dans le cadre du nouveau dispositif a été réalisé en 2004.

En 2022, la commune comptait 695 habitants, en évolution de +16,61 % par rapport à 2016 (Nord : +0,51 %, France hors Mayotte : +2,11 %).
| 1800 | 1806 | 1821 | 1831 | 1836 | 1841 | 1846 | 1851 | 1856 |
| ---- | ---- | ---- | ---- | ---- | ---- | ---- | ---- | ---- |
| 129  | 129  | 148  | 153  | 143  | 158  | 182  | 214  | 226  |

| 1861 | 1866 | 1872 | 1876 | 1881 | 1886 | 1891 | 1896 | 1901 |
| ---- | ---- | ---- | ---- | ---- | ---- | ---- | ---- | ---- |
| 246  | 256  | 260  | 263  | 298  | 273  | 268  | 261  | 287  |

| 1906 | 1911 | 1921 | 1926 | 1931 | 1936 | 1946 | 1954 | 1962 |
| ---- | ---- | ---- | ---- | ---- | ---- | ---- | ---- | ---- |
| 277  | 254  | 222  | 229  | 252  | 245  | 238  | 252  | 310  |

| 1968 | 1975 | 1982 | 1990 | 1999 | 2004 | 2006 | 2009 | 2014 |
| ---- | ---- | ---- | ---- | ---- | ---- | ---- | ---- | ---- |
| 402  | 413  | 451  | 462  | 471  | 484  | 502  | 542  | 592  |

| 2019 | 2022 | - | - | - | - | - | - | - |
| ---- | ---- | - | - | - | - | - | - | - |
| 649  | 695  | - | - | - | - | - | - | - |

#### Pyramide des âges
La population de la commune est relativement jeune.
En 2018, le taux de personnes d'un âge inférieur à 30 ans s'élève à 34,5 %, soit en dessous de la moyenne départementale (39,5 %). À l'inverse, le taux de personnes d'âge supérieur à 60 ans est de 23,7 % la même année, alors qu'il est de 22,5 % au niveau départemental.
En 2018, la commune comptait 315 hommes pour 316 femmes, soit un taux de 50,08 % de femmes, légèrement inférieur au taux départemental (51,77 %).
Les pyramides des âges de la commune et du département s'établissent comme suit.
| Hommes | Classe d’âge | Femmes |
| ------ | ------------ | ------ |
| 0,0    | 90 ou +      | 0,6    |
| 5,2    | 75-89 ans    | 8,6    |
| 16,7   | 60-74 ans    | 16,3   |
| 23,8   | 45-59 ans    | 21,2   |
| 18,8   | 30-44 ans    | 19,7   |
| 13,9   | 15-29 ans    | 12,9   |
| 21,6   | 0-14 ans     | 20,6   |

| Hommes | Classe d’âge | Femmes |
| ------ | ------------ | ------ |
| 0,5    | 90 ou +      | 1,4    |
| 5,3    | 75-89 ans    | 8,1    |
| 14,8   | 60-74 ans    | 16,2   |
| 19,1   | 45-59 ans    | 18,4   |
| 19,5   | 30-44 ans    | 18,7   |
| 20,7   | 15-29 ans    | 19,1   |
| 20,2   | 0-14 ans     | 18     |

## Lieux et monuments

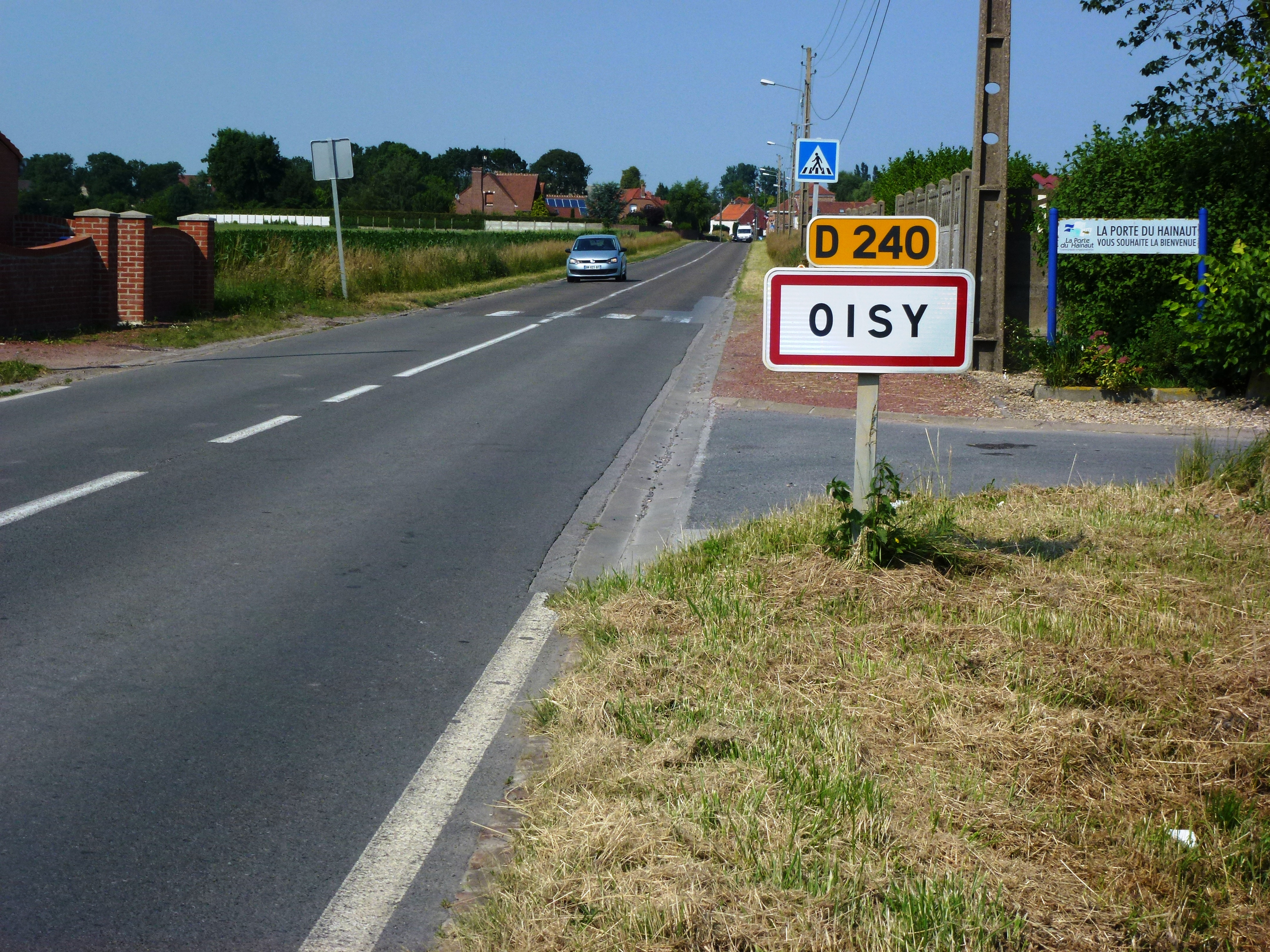
Entrée d'Oisy
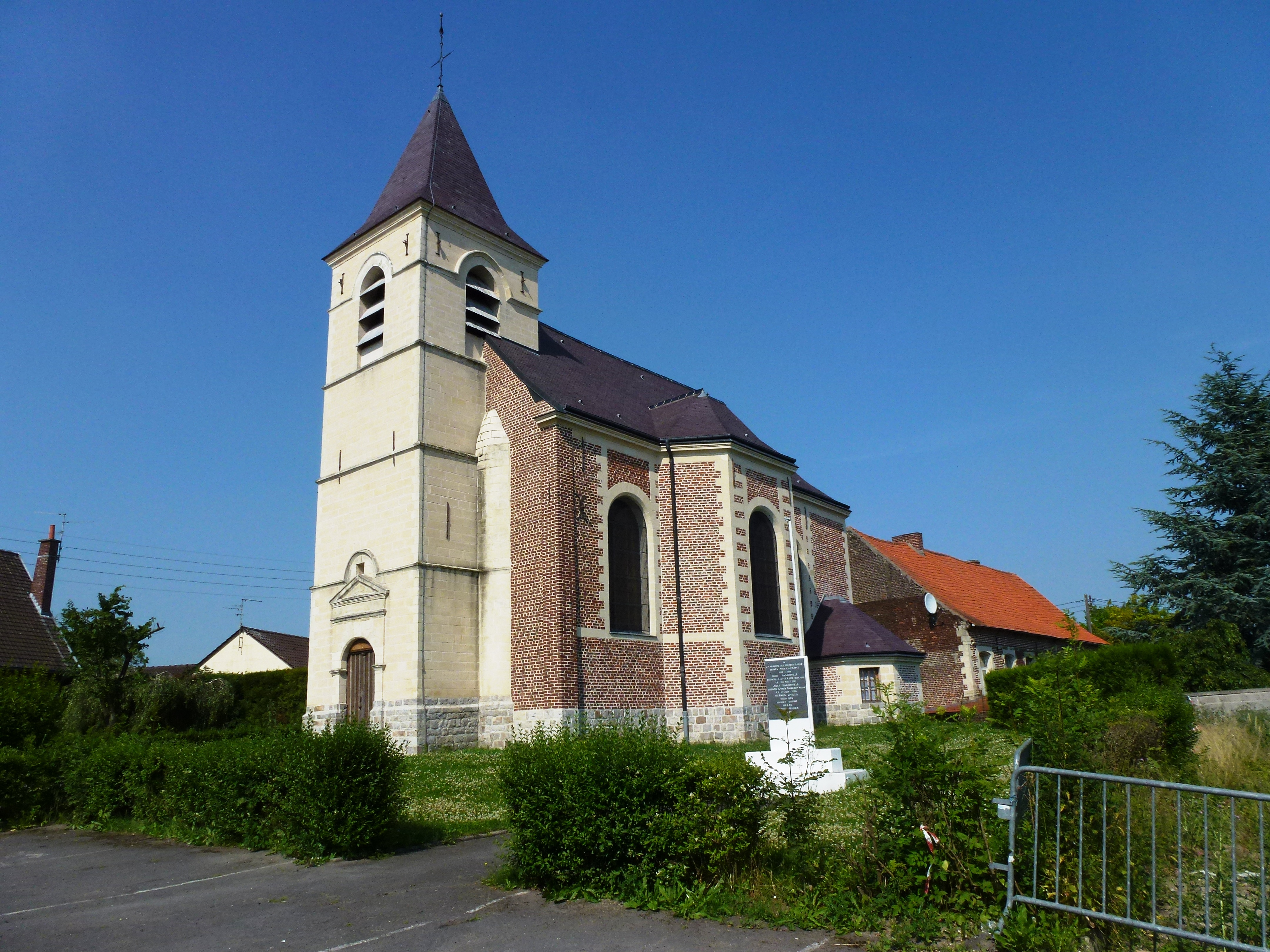
L'église
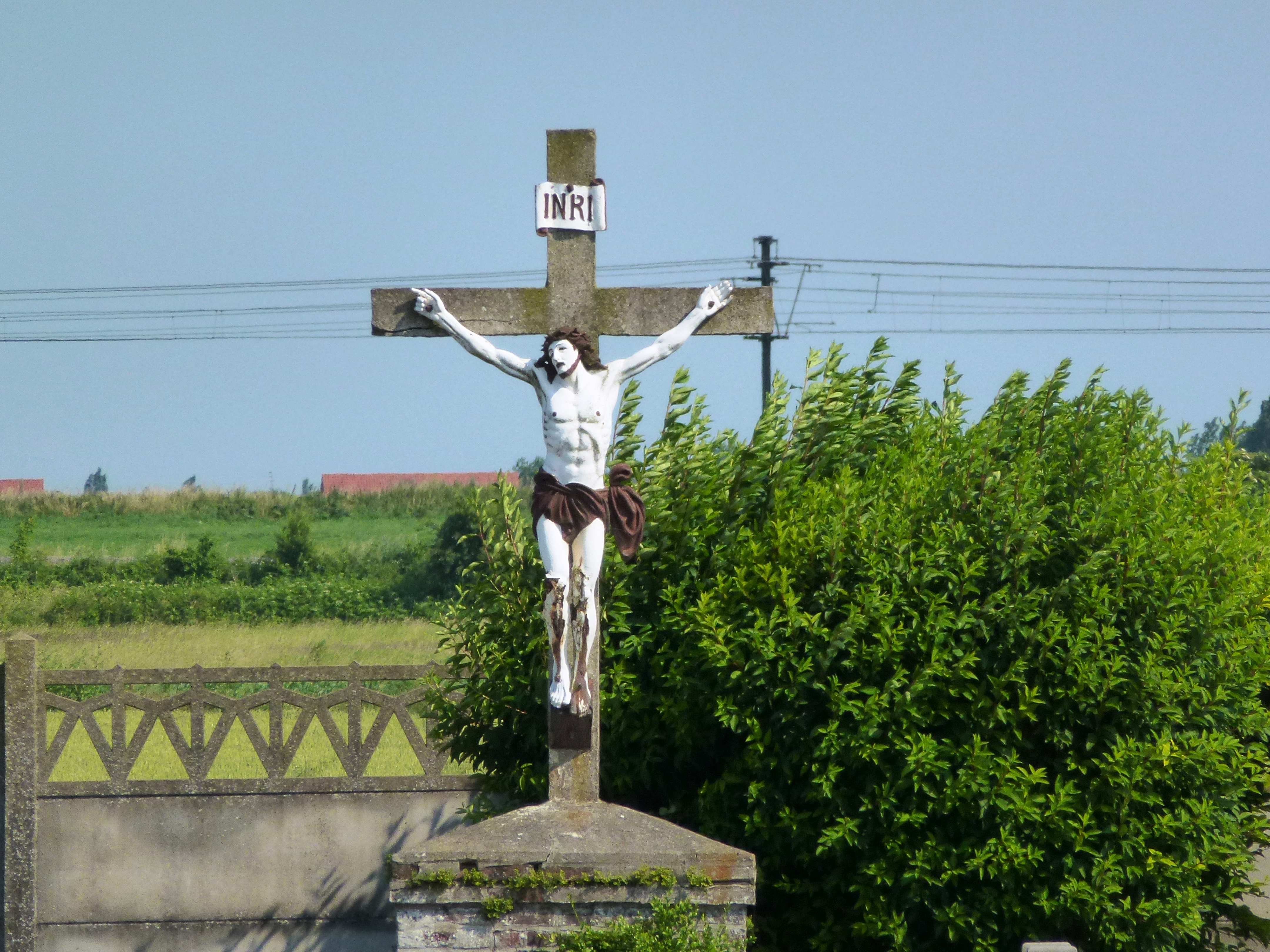
Croix de cimetière

## Personnalités liées à la commune
- Marie de Luxembourg, duchesse douairière de Vendôme, comtesse de Saint Pol,

dame de Oisy (1472-1546)
- Jean d'Oisy, aussi Jehan d'Oisy, Jan van Osy (Oisy Valenciennes, 1310 - Bruxelles, 1377) architecte des comtes de hainaut
- Charles-Maurice-Eugène Levaillant[27] (1754-?), cultivateur et homme politique, né à Oisy, député du Pas-de-Calais au Conseil des Cinq-Cents.

## Pour approfondir